# Fondation vaudoise du patrimoine scolaire
La Fondation vaudoise du patrimoine scolaire est une fondation suisse de promotion et de valorisation des fonds et collections historiques de l'école vaudoise. Elle a ouvert un musée scolaire virtuel en 2014.

## Le musée scolaire virtuel
En 2015, l’État de Vaud a reçu un legs de la Fondation vaudoise du patrimoine scolaire (FVPS). Le site [www.musee-ecoles.ch] est destiné à valoriser ces fonds en complément des missions de conservation, d’inventaire et de catalogage des Archives cantonales vaudoises (ACV), de la Bibliothèque cantonale et universitaire de Lausanne (BCUL) et du Musée cantonal d'archéologie et d'histoire (MCAH).
Le site présente un choix de matériel provenant des écoles obligatoires du canton de Vaud depuis sa création en 1803 : des manuels scolaires qui ont été durant près de deux siècles les principaux supports de l’enseignement théorique de chaque discipline ; des cahiers écrits, dessinés, illustrés par les élèves ; des photographies de classes d’élèves, d’événements scolaires, d’intérieur d’école ; du mobilier et des objets utilisés au quotidien (pupitre, ardoise, plume, etc) ou rattachés à un enseignement (sciences, géographie, etc.) ; des cartes, des tableaux muraux, des images à projeter illustrant la plupart des disciplines (films fixes, diapositives) ; des documents administratifs (lois, plans d’études, etc.).
Des visites virtuelles, des films documentaires, des cahiers à feuilleter apportent des compléments sur l’école et ses pratiques.

## Histoire
En novembre 2000, la Fondation vaudoise du patrimoine scolaire (FVPS) a été constituée en recevant la collection réunie depuis 1982 par l'Association du musée de l'école et de l'éducation (AMEE) à Yverdon-les-Bains. Celle-ci avait constaté que le renouvellement rapide des méthodes pédagogiques et des moyens d'enseignement, ainsi que les transformations des bâtiments d'école occasionnaient la destruction de matériel scolaire devenu obsolète.
L'AMEE a eu pour vocation de conserver et mettre en valeur ce patrimoine. Un fonds ancien provenant du Musée scolaire cantonal (inauguré en 1901) devenu en 1951 la Centrale de documentation scolaire a été la première étape de ce travail de sauvegarde. En 2000, l'AMEE s’est transformée en une fondation destinée à gérer ce matériel et à en organiser l’archivage. A cet effet, la FVPS a développé des collaborations avec le Musée cantonal d'archéologie et d'histoire (MCAH), les Archives cantonales vaudoises (ACV), le Département de la formation, de la jeunesse et de la culture (DFJC), la Haute école pédagogique du canton de Vaud (HEP), la commune d'Yverdon-les-Bains, ainsi qu'avec l'Association suisse des musées et collections historiques sur l'école, l'enfance et la jeunesse.
Le fonds constitué comprenait près de 20 000 titres d'ouvrages ou brochures, 5 000 cahiers d'élèves, 12 000 objets, 4 500 cartes et tableaux muraux, quelques centaines de photographies, quelques milliers d'autres documents.

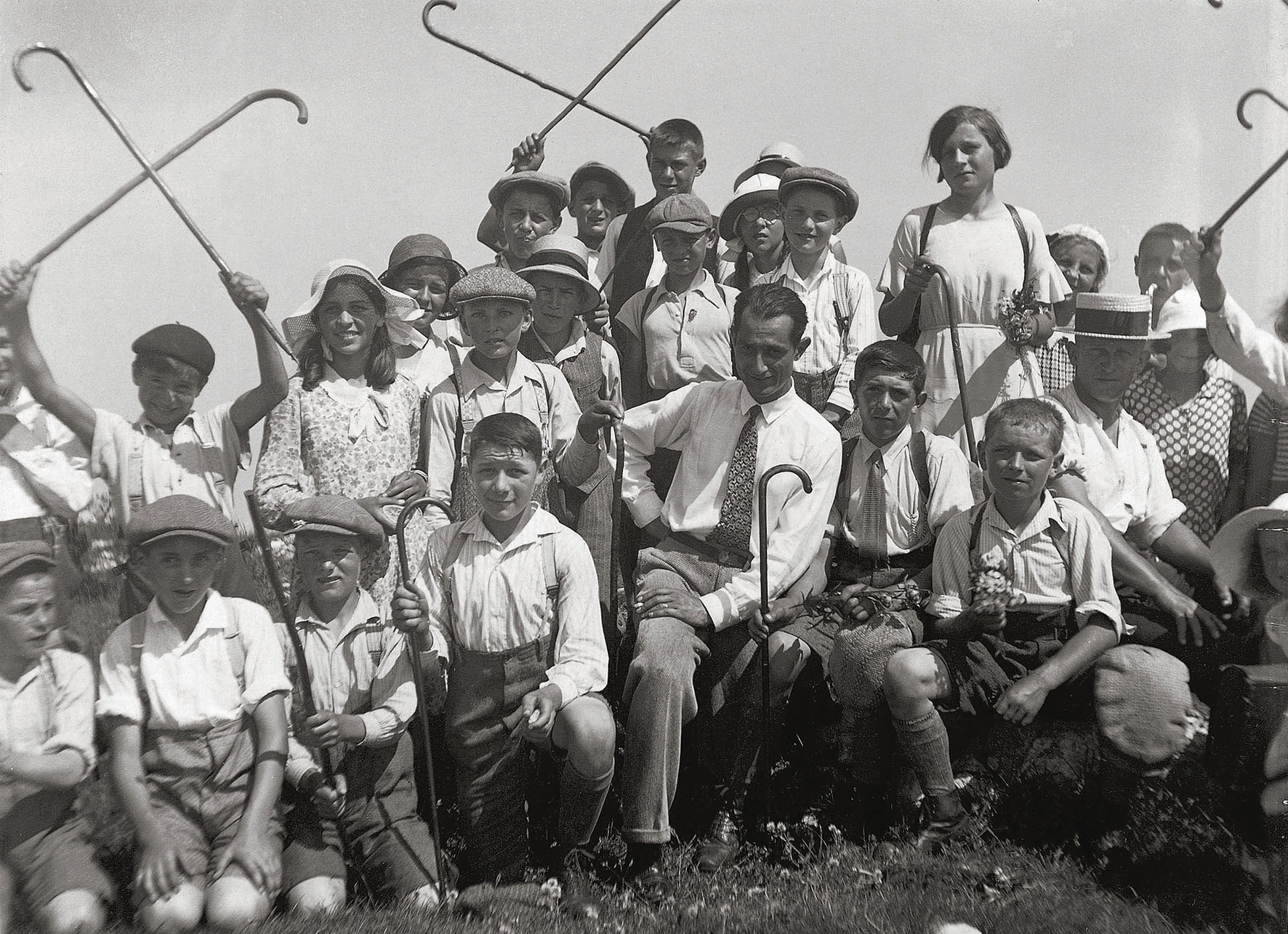
Ecoliers de Goumoëns-la-Ville en course d'école, 1930

En mars 2015, la FVPS a fait don de l'ensemble des collections à l'Etat de Vaud pour en garantir la conservation, l'étude et la consultation.

### Héritage du 19e et du 20e siècle
Dans la plupart des pays occidentaux, il y a eu deux générations de musées ou de collections scolaires séparées par une longue période de léthargie, voire d’abandon. Durant le dernier tiers du 19e siècle, avec le développement de l’instruction publique et des équipements scolaires (architecture, mobilier, matériel pédagogique), de nombreux musées scolaires ont été créés dans le prolongement des expositions nationales et internationales afin de rassembler de la documentation professionnelle. Une seconde génération, soucieuse de sauvegarder un patrimoine historique, est née des bouleversements dans les années 1970 de l’école traditionnelle.
Les collections les plus anciennes rassemblées dans le canton de Vaud par l’Association du musée scolaire dès 1982, puis par la Fondation vaudoise du patrimoine scolaire dès 2000, proviennent principalement du Musée scolaire cantonal et de la Centrale de documentation scolaire.

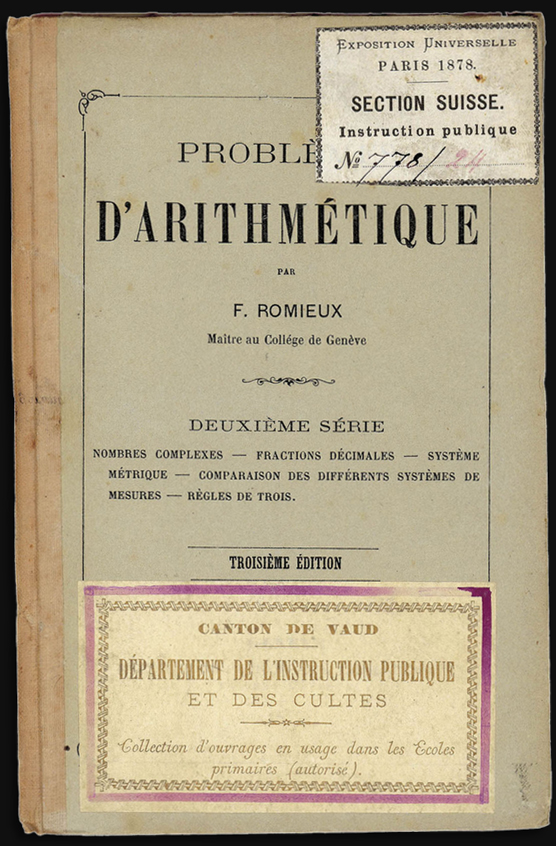
Manuel scolaire

Le Musée scolaire cantonal, créé par le Département de l’instruction publique en 1897 et inauguré en 1901 dans les combles du nouveau bâtiment de l’Ecole normale à Lausanne, rassemblait du matériel provenant des expositions de Paris (1878 - 1889) et de Zurich (1883), de Genève (1896) et du Congrès pédagogique romand (1889), ainsi que de dons et d’achats. Il offrait ainsi de la documentation relatives aux équipements scolaires ainsi que du matériel de prêt (livres, tableaux muraux, projections) pour les instituteurs et les institutrices. La Centrale de documentation scolaire, créée en 1951, est l’organisme dynamique qui gère les nouvelles acquisitions et les prêts du Musée scolaire cantonal. Dans les années 1950, les collections anciennes du Musée scolaire cantonal «ne présentent plus guère d’intérêt», elles ont dès lors été délaissées, partiellement détruites.
L’Association du Musée de l’école et de l’éducation a été fondée en 1982 à Yverdon-les-Bains par un petit groupe d’individus, principalement des enseignants de l’Ecole normale d’Yverdon, conscients de la menace qui pèse sur le patrimoine scolaire alors que l’école est en pleine turbulence. Avec la croissance démographique et l’évolution rapide des technologies, les réformes scolaires se sont accélérées et les anciennes écoles ont été rénovées. Le matériel scolaire, mis de côté et accumulé durant des décennies, était devenu encombrant et a été débarrassé. Le bouche-à-oreille a permis à l’Association de récupérer le matériel devenu obsolète dans les communes ou chez des particuliers. Une partie considérable des collections de l’Association est constituée des legs de la Centrale de documentation scolaire (y compris le matériel rescapé du Musée scolaire cantonal) et de l’Office cantonal vaudois des fournitures et éditions scolaires (devenu en 1997 la Centrale d’achat et de diffusion de l’Etat de Vaud), ces deux institutions ayant elles-mêmes subi des réaménagements. Ainsi, l’Association du Musée de l’école et de l’éducation, puis la Fondation vaudoise du patrimoine scolaire ont assumé la sauvegarde d’un patrimoine qui était en grande partie propriété de l’Etat et qui est retourné aux mains de l’Etat par la donation des collections en 2015.

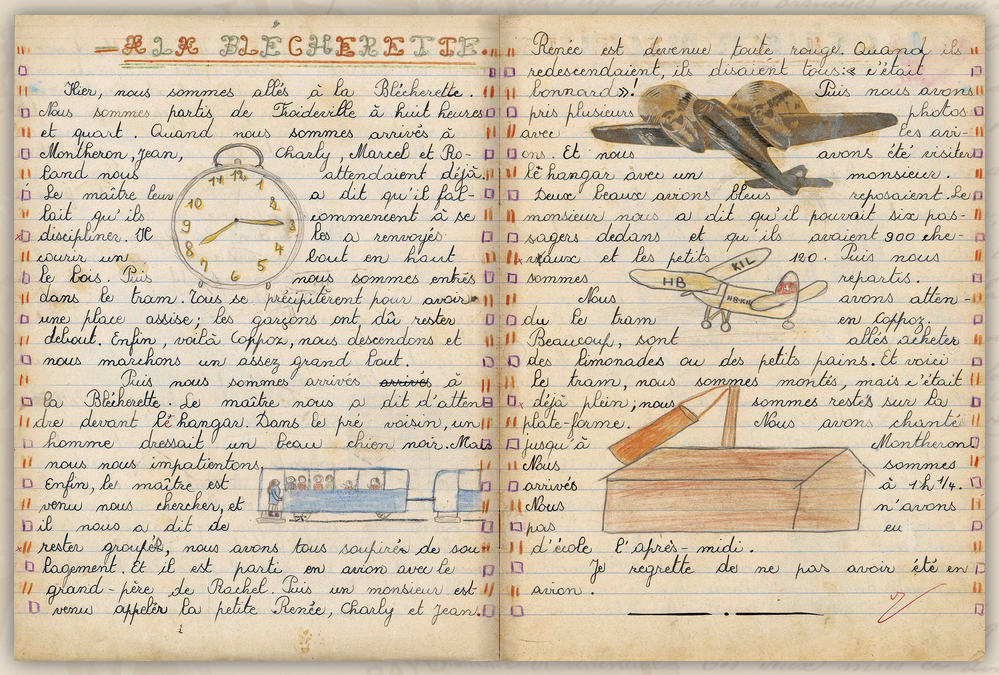
Cahier de composition, Marthe (13 ans), Froideville, 1947-1948

### Les musées scolaires ailleurs
En Suisse, l’Association suisse des musées et collections historiques sur l’école, l’enfance et la jeunesse (Vereinigung Schweizer Museen und Sammlungen zur Schul- und Kindheitsgeschichte) créée en 2005, regroupe sept institutions : Archives Institut Jean-Jacques Rousseau (Genève), Centre de documentation et de recherche Pestalozzi (Vaud), CRIÉE – Communauté de recherche interdisciplinaire sur l’éducation et l’enfance (Genève), Fondation vaudoise du patrimoine scolaire (Vaud), Schulmuseum Mühlebach (Thurgovie), Schulmuseum Bern in Köniz (Berne), Schweizer Kindermuseum Baden (Argovie).
En France, le Réseau des Musées de l'école et du Patrimoine éducatif a été créé à la suite de la première rencontre francophone des Musées de l’école (Rouen, 17 novembre 2016) organisée par le Musée national de l'Education et l’Association des Amis du Musée national de l'Education.
Sur le plan international, une première rencontre des musées et collections scolaires a été organisée dès 1984, par les pays germanophones d’abord, puis s’est étendue à d’autres pays. Le 16th International Symposium on School Life and School History Museums & Collections 2015 s’est tenu en Australie.

## Situation des collections
Trois institutions cantonales conservent et gèrent les fonds et collections de la Fondation vaudoise du patrimoine scolaire :
Les Archives cantonales vaudoises (ACV) conservent le patrimoine écrit dont les archives du Musée scolaire cantonal, de l’Office cantonal des fournitures et éditions scolaires, de l’Association du musée de l’école et de l’éducation et de la Fondation vaudoise du patrimoine scolaire, des archives d’enseignants et d’élèves, différentes natures d’archives (cahiers d'élèves, matériel didactique dont les cartes et les tableaux pédagogiques), autres documents (officiels ou non), photographies. Le tout représente plus de 430 mètres linéaires.
La Bibliothèque cantonale et universitaire de Lausanne (BCUL) détient le patrimoine édité par l’Office cantonal des fournitures et éditions scolaires, soit les moyens d’enseignement officiels du canton de Vaud, mais aussi d’autres cantons, voire d’autres pays ; les livres et documents utiles dans le cadre de l’enseignement ; des périodiques liés au domaine scolaire ; le patrimoine audiovisuel (plaques de verre, film fixes, diapositives, vidéos, bandes magnétiques).

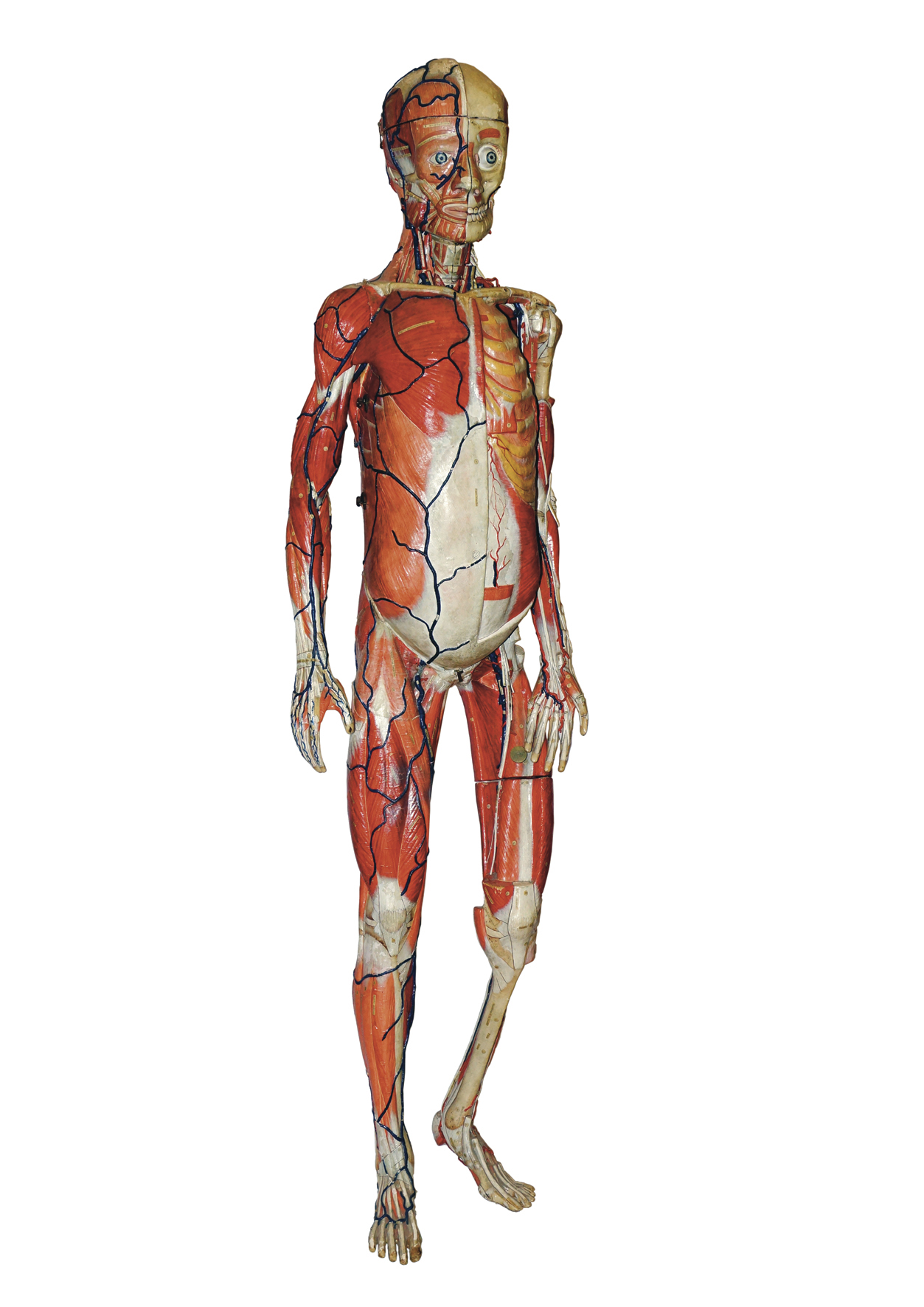
Objet pour l'anatomie au niveau secondaire, 1901

Le Musée cantonal d'archéologie et d'histoire (MCAH) conserve le mobilier scolaire et le matériel d'enseignement, tels que pupitres, tables et bancs, armoires, petit matériel (plumier, crayons, sacs, etc.), objets liés à l’enseignement des sciences, animaux naturalisés, etc.
Quelques objets, en dépôt permanent, peuvent être vus au Musée national de Prangins, ainsi qu'au Musée d'Yverdon et région.

## Publications
- Yvonne Cook, Geneviève Heller, Sylviane Tinembart, «Objets d'école», Mémoire vive, Pages d'histoire lausannoise, 2015 v. 2013, N° 22, pp. 5–59
- Geneviève Heller et Yvonne Cook, «Musées scolaires : documentation professionnelle ou patrimoine historique? Expérience vaudoise», Revue historique vaudoise, 2014, 122, pp. 171–187
- Yvonne Cook, Geneviève Heller, Sylviane Tinembart, Ouvrez les cahiers ! Collection vaudoise 19e-20e siècles, 2013, La Chaux-de-Fonds, Editions du Belvédère, 175 p.
- En temps et lieux, Zeiten und Orte, La Fondation vaudoise du patrimoine scolaire présente l'exposition, 2013, [Château de Grandson], 14 p.
- L'Ecole entre rêves et réalités. A l'occasion du 100e anniversaire de l'école Pestalozzi-Yverdon-les-Bains, 2012, Yverdon-les-Bains, Fondation vaudoise du patrimoine scolaire et Centre de documentation et de recherche Pestalozzi, 64 p.
- Jean-Pierre Carrard, Yvonne Cook, Geneviève Heller, Nos classes au galetas : collection de la Fondation vaudoise du patrimoine scolaire, avec une contribution de Claude Michel, 2003, Lausanne, Musée cantonal d'archéologie et d'histoire, 111 p. (Document du Musée cantonal d'archéologie et d'histoire de Lausanne)
- «La Fondation vaudoise du patrimoine scolaire», L'Educateur, 2003, N° 10, pp. 2–5
- Jean-Pierre Carrard, avec la collaboration de Geneviève Heller, «Une collection pour la mémoire scolaire», Documents, Association pour le patrimoine naturel et culturel du canton de Vaud, 2001, Lausanne, N° 4, p. 37-41
- D'un Pays et du Monde. Comment l'école a contribué à développer le sentiment d'appartenir au pays et au monde à travers 150 ans de matériel scolaire, Association du Musée de l'Ecole et de l'Education à l'occasion de son dixième anniversaire, catalogue de l'Exposition, 1993, Château d'Yverdon-les-Bains, 48 p.

## Fonds d'archives
- Fonds : Fondation vaudoise du patrimoine scolaire (1800-2005) [422 ml].  Cote : N 14. Archives cantonales vaudoises (présentation en ligne).